# Anne Terpstra
Pour les articles homonymes, voir Terpstra.
Anne Terpstra, née le 5 janvier 1991 à Zierikzee, est une coureuse cycliste vététiste néerlandaise.

## Biographie
Anne Terpstra a pratiqué la danse classique avant de s'entraîner avec son grand frère en VTT dans les itinéraires de Burgh-Haamstede dans la province de Zélande. Elle n'a pas de lien de parenté avec les frères et cyclistes sur route Niki et Mike Terpstra.

## Palmarès en VTT

### Jeux olympiques
- Tokyo 2020
  - 5e du cross-country
- Paris 2024
  - 9e du cross-country

### Championnats du monde
- Saalfelden-Leogang 2012
  - 7e du cross-country
- Mont Sainte-Anne 2019
  - 4e du cross-country
- Val di Sole 2021
  -  Médaillée d'argent du cross-country
- Les Gets 2022
  - 6e du cross-country
- Pal Arinsal 2024
  -  Médaillée d'argent du cross-country

### Coupe du monde
- Coupe du monde de cross-country
  - 2018 : 39e du classement général
  - 2019 : 4e du classement général, vainqueur d'une manche
  - 2020 : pas de classement général[3]
  - 2021 : 10e du classement général
  - 2022 : 3e du classement général, vainqueur d'une manche
  - 2023 : 10e du classement général
  - 2024 : 20e du classement général

- Coupe du monde de cross-country short track
  - 2022 : 4e du classement général
  - 2023 : 10e du classement général
  - 2024 : 22e du classement général

- Coupe du monde de cross-country à assistance électrique
  - 2023 : 13e du classement général

### Championnats d'Europe
- 2009
  -  Médaillée de bronze du cross-country juniors
- 2012
  -  Médaillée de bronze du cross-country espoirs
  -  Médaillée de bronze du cross-country relais mixte
- 2017
  -  Médaillée de bronze du cross-country eliminator
- 2020
  -  Médaillée d'argent du cross-country
- 2021
  -  Médaillée d'argent du cross-country
- 2022
  -  Médaillée de bronze du cross-country
- 2023
  - 6e du cross-country

### Championnats des Pays-Bas
- 2010
  - 3e du cross-country
- 2011
  - 3e du cross-country
- 2012
  - 3e du cross-country
- 2013
  -  Championne des Pays-Bas de cross-country
- 2014
  -  Championne des Pays-Bas de cross-country
- 2015
  -  Championne des Pays-Bas de cross-country
- 2016
  -  Championne des Pays-Bas de cross-country
- 2017
  -  Championne des Pays-Bas de cross-country eliminator
  - 2e du cross-country
- 2018
  -  Championne des Pays-Bas de cross-country
- 2020
  -  Championne des Pays-Bas de cross-country
- 2022
  -  Championne des Pays-Bas de cross-country